# Trimalaconothrus azumaensis
Trimalaconothrus azumaensis är en kvalsterart som beskrevs av Yamamoto, Kuriki och Aoki 1993. Trimalaconothrus azumaensis ingår i släktet Trimalaconothrus och familjen Malaconothridae. Inga underarter finns listade i Catalogue of Life.